# Onuphis zebra
Onuphis zebra är en ringmaskart som beskrevs av Miles Joseph Berkeley 1939. Onuphis zebra ingår i släktet Onuphis och familjen Onuphidae. Inga underarter finns listade i Catalogue of Life.